# الحزب الليبرالي الكندي
الحزب الليبرالي الكندي أو حزب الأحرار الكندي (بالإنجليزية: Liberal Party of Canada)‏ أعرق الأحزاب الكندية وعمره من عمر الدولة الكندية. يتبنى الحزب مبادئ الليبرالية، وعموما يجلس في وسط الطيف السياسي الكندي. تاريخيا تم تصنيف الحزب الليبرالي إلى اليسار حزب المحافظين وعلى يمين حزب الديمقراطية الجديدة.
سيطر الحزب على المشهد السياسي الاتحادية لجزء كبير من تاريخ كندا، فمسك بزمام السلطة لما يقرب من 69 عاما في القرن العشرين وهو أكثر من أي حزب في البلاد المتطورة ويشار إليه أحيانا باسم «الحزب الحاكم الطبيعي» في كندا. ومن بين أهم سياسات الحزب وإنجازاته التشريعية: الرعاية الصحية الشاملة، وخطة معاشات كندا، قروض الطلاب، وحفظ السلام والتعددية وثنائية اللغة الرسمية، التعددية الثقافية الرسمية، إسترجاع الدستور الكندي وترسيخ ميثاق الحقوق والحريات الكندي، قانون الوضوح، واستعادة ميزانيات متوازنة في تسعينيات القرن العشرين، وجعل زواج المثليين قانونيا على الصعيد الوطني.

## برلمان 2011
في الانتخابات التشريعية التي أجريت في الثاني من أيار عام 2011، حاز الحزب أسوأ نتيجة في تاريخه من حيث عدد المقاعد حاصلًا على 34 مقعدًا من أصل 308 مقاعد في البرلمان الكندي، فاقدًا حتى صفة المعارضة الرسمية لصالح الحزب الديمقراطي الجديد.

## برلمان 2015
في سنة 2015، حاز الحزب على غالبية الأصوات في الانتخابات الفدرالية التي أقيمت يوم 19 أكتوبر، بعد أن حاز على 68.5% من الأصوات، و184 مقعدًا في البرلمان.